# Maxim Kireev
Maxim Kireev (9 juli 2004) is een Wit-Russisch-Belgisch voetballer die sinds 2023 uitkomt voor K Lierse SK.

## Clubcarrière
Kireev genoot van 2013 tot 2022 zijn jeugdopleiding bij RSC Anderlecht. Na een jaar zonder club gezeten te hebben, ondertekende hij in mei 2023 een tweejarig contract bij Lierse Kempenzonen, de club waar hij in de maanden daarvoor al had meegetraind.
Op 12 augustus 2023 maakte hij zijn profdebuut in het shirt van de Pallieters: op de openingsspeeldag van de Challenger Pro League liet trainer Jo Christiaens hem starten tegen Club NXT. Op 2 maart 2024 scoorde Kireev, die voor de zeventiende keer op rij invaller was, in de 3-1-zege tegen Francs Borains zijn eerste doelpunt voor Lierse Kempenzonen. De wedstrijd tegen Francs Borains was de eerste wedstrijd onder de nieuwe trainer Sven Vandenbroeck, die Kireev in de laatste vijf wedstrijden van het seizoen een basisplek gunde. Kireev bedankte Vandenbroeck met goals in de 3-2-zege tegen RFC de Liège en in de 3-1-zege tegen Club NXT. Na afloop van het seizoen 2023/24 brak Lierse Kempenzonen het contract van Kireev open tot medio 2027.
Onder Christophe Grégoire, die in het tussenseizoen de naar Zulte Waregem vertrokken Sven Vandenbroeck kwam aflossen, begon Kireev het seizoen 2024/25 als titularis, al stond hij in het najaar wel anderhalve maand aan de kant door blessureleed. Ook onder de nieuwe trainer Jamath Shoffner bleef hij een vaste waarde in de basis. Het leverde hem op de slotdag van de wintermercato van 2025 een transfer op naar Willem II, dat de middenvelder weliswaar het seizoen liet uitdoen bij Lierse.

## Clubstatistieken
| Seizoen         | Club               | Land            | Competitie      | Competitie | Competitie | Beker | Beker | Supercup | Supercup | Europees | Europees | Totaal | Totaal |
| Seizoen         | Club               | Land            | Competitie      | Wed.       | Dlp.       | Wed.  | Dlp.  | Wed.     | Dlp.     | Wed.     | Dlp.     | Wed.   | Dlp.   |
| --------------- | ------------------ | --------------- | --------------- | ---------- | ---------- | ----- | ----- | -------- | -------- | -------- | -------- | ------ | ------ |
| 2023/24         | Lierse Kempenzonen | Vlag van België | Eerste klasse B | 22         | 3          | 2     | 0     | —        | —        | —        | —        | 24     | 3      |
| 2024/25         | K Lierse SK        | Vlag van België | Eerste klasse B | 15         | 1          | 0     | 0     | —        | —        | —        | —        | 15     | 1      |
| Carrière totaal | Carrière totaal    | Carrière totaal | Carrière totaal | 37         | 4          | 2     | 0     | 0        | 0        | 0        | 0        | 39     | 4      |

Bijgewerkt op 6 februari 2025.

## Interlandcarrière
Kireev kwam in 2019 uit voor het U15- en U16 Futures-elftal van België. Later maakte hij de overstap naar Wit-Rusland. In maart 2024 kreeg Kireev een oproepingsbrief voor het vriendschappelijke tweeluik van de Wit-Russische A-ploeg tegen Montenegro en Malta. Op 21 maart 2024 mocht hij tegen Montenegro kort na het uur invallen voor Denis Laptev.
| Interlands van Maxim Kireev       | Interlands van Maxim Kireev       | Interlands van Maxim Kireev       | Interlands van Maxim Kireev       | Interlands van Maxim Kireev       | Interlands van Maxim Kireev       | Interlands van Maxim Kireev       |
| No.                               | Datum                             | Wedstrijd                         | Uitslag                           | Soort Wedstrijd                   | Doelpunten                        |                                   |
| Als speler bij Lierse Kempenzonen | Als speler bij Lierse Kempenzonen | Als speler bij Lierse Kempenzonen | Als speler bij Lierse Kempenzonen | Als speler bij Lierse Kempenzonen | Als speler bij Lierse Kempenzonen | Als speler bij Lierse Kempenzonen |
| --------------------------------- | --------------------------------- | --------------------------------- | --------------------------------- | --------------------------------- | --------------------------------- | --------------------------------- |
| 1.                                | 21 maart 2024                     | Wit-Rusland – Montenegro          | 0 – 2                             | Vriendschappelijk                 | -                                 |                                   |
| 2.                                | 26 maart 2024                     | Malta – Wit-Rusland               | 0 – 0                             | Vriendschappelijk                 | -                                 |                                   |
| 3.                                | 7 juni 2024                       | Wit-Rusland – Rusland             | 0 – 4                             | Vriendschappelijk                 | -                                 |                                   |
| 4.                                | 11 juni 2024                      | Wit-Rusland – Israël              | 0 – 4                             | Vriendschappelijk                 | -                                 |                                   |
| 5.                                | 5 september 2024                  | Wit-Rusland – Bulgarije           | 0 – 0                             | UEFA Nations League 2024/25       | -                                 |                                   |
| 6.                                | 8 september 2024                  | Luxemburg – Wit-Rusland           | 0 – 1                             | UEFA Nations League 2024/25       | -                                 |                                   |
| Totaal                            | Totaal                            | Totaal                            | Totaal                            | Totaal                            | -                                 |                                   |

Bijgewerkt tot 6 februari 2025
1 Teunckens ·
2 De Schrijver ·
3 Marijnissen ·
5 Laes ·
6 Swinnen ·
8 Van Acker ·
9 S. Limbombe ·
10 De Schryver ·
11 Liongola ·
12 De Smet ·
13 Teunen ·
14 Maes ·
16 Maesen ·
19 Kieboom ·
20 Vanderhallen ·
23 Boone ·
36 Leyssens ·
42 Sampers ·
64 Vanuffelen ·
70 El Touile ·
77 Masaki ·
Naessens ·
Hendrickx ·
Coach: Van Imschoot
· Assistent-coach: Van Kerckhoven